# 6371 Хайнлайн
6371 Хайнлайн (6371 Heinlein) — астероїд головного поясу, відкритий 15 квітня 1985 року.
Тіссеранів параметр щодо Юпітера — 3,162.